# Friedrich Kaiser (Maschinenbauer)
Friedrich Kaiser (* 25. Juli 1831 in Iserlohn; † 28. Februar 1897 ebenda) war ein deutscher Schlosser, Maschinenbau-Unternehmer und Erfinder.

## Leben und Wirken
Friedrich Kaiser war ein Sohn des Schneiders und Bibelboten Johannes Kaiser (1805–1859) und dessen Ehefrau Catharina Kaiser geb. Schnadt (1804–1868). Der Großvater väterlicherseits war der Schuster Heinrich Kaiser aus Amecke. Ein Bruder oder Vetter namens Johannes arbeitete als Nadelmeister bei dem Iserlohner Unternehmen Stephan Witte & Co.
Kaiser absolvierte eine Lehre als Schlosser und eröffnete 1860 in Iserlohn eine eigene „Kunstschlosserei, Schmiederei und Eisendrechslerei“. Er hatte ein Interesse an technischen Weiterentwicklungen, vor allem für die Mechanisierung der Nadelindustrie Iserlohns. Mit Hilfe seines erfahrenen Bruders oder Vetters Johannes Kaiser konnte er nach mehreren Jahren und mit großem finanziellen Aufwand automatisch arbeitende Stampfmaschinen herstellen. Die Maschinen, die eigenständig Nadellöcher vorstampften, übernahmen in der Nagelproduktion Arbeiten, die bis dahin mit englischen Handstampfen erfolgten und stellten einen erheblichen Fortschritt dar. Kaiser produzierte die Anlagen in seiner Werkstatt in Iserlohn.
Johannes Kaiser installierte 1867 bei Stephan Witte & Co. in Iserlohn erstmals eine „Kaiser’sche Stampfmaschine“. Friedrich Kaiser, der diese erfunden und finanzielle Probleme hatte, bildete Fachkräfte aus, die die Maschinen bedienen konnten und ihm damit einen erfolgreichen Vertrieb weit außerhalb Iserlohns ermöglichten. 1872 vergrößerte er seine Werkstatt und griff die Idee eines Heimarbeiters für eine verbesserte Lochmaschine auf. Diese produzierte in besserer Qualität eine sechsfach höhere Menge an Nadeln und konnte die aufgrund der Stampfmaschine erhöhte Vorproduktion schnell verarbeiten.
Im Jahr 1837 hatte Kaiser mehr als 15 Angestellte, die 20 Stampf- oder Schlagmaschinen und 80 Lochmaschinen anfertigten. Sein Schwiegersohn Paul Schnadt und dessen Bruder, der Ingenieur Robert Schnadt, erfanden eine kombinierte, automatisierte Stampflochmaschine, die die beiden Anlagen Kaisers überflüssig machte. Für seine Anlagen bekam Kaiser Patente, die er Nadelfabrikanten weltweit anbot. Er legte mit seinen beiden Erfindungen den wichtigsten Grundstein für die erfolgreiche Entwicklung der Nadelindustrie seiner Heimatstadt.

## Familie
Kaiser war verheiratet mit Juliane geb. Schnadt (1837–1910), mit der er zwei Söhne und drei Töchter hatte. Der Sohn Ernst (1865–1902) führte das Unternehmen seines Vaters fort. Der Sohn Friedrich war ein Mitinhaber der Großbuchbinderei Huncke & Schröder.